# Varanus priscus
Varanus priscus também chamado de  Megalania (Nome grego que significa ''Grande Andarilho'') é um lagarto monitor gigante extinto. Fazia parte da megafauna que habitava o sul da Austrália, e parece ter desaparecido há cerca de 40 000 anos juntamente com várias outras espécies de megafauna australiana. Especula-se que pode ter convivido com os nativos australianos. É um parente distante do dragão-de-komodo. É, possivelmente, o maior animal peçonhento que já existiu, atingindo até 8 metros de comprimento do focinho até a ponta da cauda, e pode chegar de 1,70 a 2,10 metros de altura. Estimativas colocam seu peso em mais de 500 kg. Contudo, a falta de fósseis completos ou parcialmente completos torna difícil determinar as dimensões exatas do animal. Fósseis de Megalania foram encontrados em toda a Austrália central, oriental, e até nas cavernas de Naracoorte, no sul da Austrália.

## Anatomia
Os Megalanias possuíam uma pequena crista sobre o focinho, dentes afiados e curvados e protuberâncias ósseas cravadas na pele do focinho e da nuca. As escamas do Megalania seriam possivelmente semelhantes às dos seus parentes atuais, possuindo uma microestrutura resistente à evaporação da água.

## Hábitos

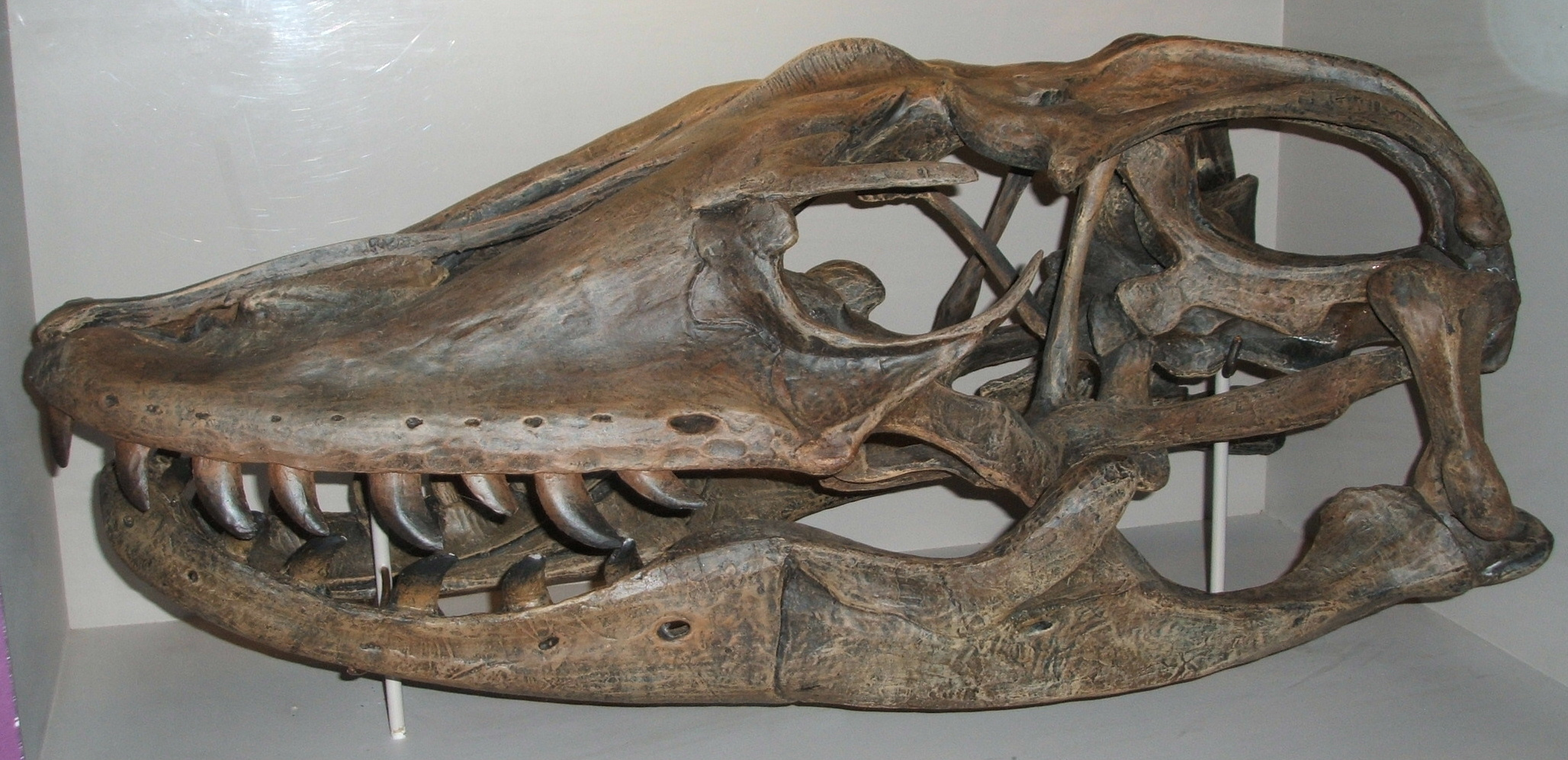
Crânio de um Varanus priscus

Era provavelmente um predador de topo, pois possuía dentes, mandíbula e crânio adaptados para agarrar e rasgar carne. Por pertencer à família Varanidae, supõe-se que o Varanos priscus também possuía uma saliva venenosa, um excelente olfato, grande velocidade em terra firme, metabolismo rápido e comportamento agressivo, bem como varanos atuais como o Dragão-de-Komodo. Ele devia predar animais como o Diprotodon optatum e também se alimentar de carcaças.